# Francis Koné
Francis Kouassi Koné (* 20. listopadu 1990 nebo 22. listopadu 1990, Bondoukou, Pobřeží slonoviny) je fotbalový útočník z Pobřeží slonoviny a reprezentant Toga (po matce má občanství Toga). Od července 2017 je hráčem klubu FC Zbrojovka Brno. Jeho oblíbenými hráči jsou Emmanuel Adebayor a Ronaldo. Jeho mladší bratr hraje také fotbal, na postu defenzivního záložníka.
Na klubové úrovni působil mimo Pobřeží slonoviny v Thajsku, Ománu, Portugalsku, Maďarsku a České republice.

## Klubová kariéra
- Muangthong United FC 2007–
- PTT Rayong FC –2012
- Al-Musannah SC 2012–2013
- SC Olhanense 2013
- Al-Musannah SC 2013–2014
- Honvéd Budapešť 2015
- 1. FC Slovácko 2015–2017
- FC Zbrojovka Brno 2017–

Francis Koné se představil agentům díky zápasu reprezentantů Pobřeží slonoviny s místními profesionály. Dostal nabídku na angažmá v Thajsku, kde vystřídal celkem tři kluby a ve třetím roce svého působení se stal nejlepším cizincem nejvyšší ligy Thai League.

Následovalo angažmá v ománském klubu Al-Musannah SC, z něhož po půl roce odešel do Evropy do portugalského SC Olhanense. Zde příliš nehrál, a tak se po dalším půl roce vrátil do Al-Musannah SC, kde působil až do konce roku 2014.
 V lednu 2015 byl na zkoušce v českém klubu FK Jablonec.
Od února do června 2015 působil v maďarském mužstvu Honvéd Budapešť, kde odehrál 5 utkání a jednou skóroval.
V červenci 2015 byl na testech v moravském klubu 1. FC Slovácko, kde zaujal trenéra Svatopluka Habance, jenž v něm viděl budoucí náhradu za útočníka Libora Doška, chystajícího se ukončit profesionální kariéru. Koné dostal smlouvu na tři roky již po prvním přípravném zápase proti MFK OKD Karviná, v něm vstřelil jeden gól a další dva připravil. V 1. české lize debutoval 7. listopadu 2015 v regionálním derby na stadionu Letná proti FC Fastav Zlín (porážka 1:2, odehrál 7 minut). První ligový gól si připsal 27. února 2016 na domácím hřišti proti FC Vysočina Jihlava (výhra 3:1), šlo o vítězný gól. Po něm na hřišti zasalutoval ve stylu Jaromíra Jágra, ačkoli o této souvislosti s českým hokejistou netušil. Vítěznou branku zaznamenal i v ligovém střetnutí 2. dubna 2016 proti AC Sparta Praha (výhra 2:0). Pro Slovácko to bylo přerušení 16zápasové série porážek v lize s tímto soupeřem (10 a půl roku).
25. února 2017 se v ligovém utkání Bohemians 1905–1. FC Slovácko (remíza 0:0) tvrdě střetli brankář pražského klubu Martin Berkovec se spoluhráčem Danielem Krchem. Koné neváhal a brankáři Bohemians pohotově poskytl první pomoc. Trenér Bohemians Miroslav Koubek po utkání řekl: „Dal bych sportovní stránku stranou a chtěl bych poděkovat Konému, který poskytl první pomoc. V situaci se zachoval velice profesionálně, znalý první pomoci mu vytáhl zapadlý jazyk. Z mého pohledu to celé utkání předčilo.“ Obdobně reagoval i asistent hostujícího trenéra Michal Kordula. Koné dle vlastních slov byl v minulosti již několikrát svědkem obdobné situace, proto věděl, co je třeba okamžitě udělat. V červenci 2017 však ve Slovácku skončil, neboť mu byl vytýkán nedostatek profesionálního přístupu k fotbalu (pozdní příjezdy z dovolené atd.). V říjnu 2017 byl na předávání cen FIFA oceněn v nepřítomnosti za záchranu života cenou FIFA Fair play Award.
Ještě v červenci 2017 se dohodl na dvouleté smlouvě s ligovým konkurentem Slovácka, týmem FC Zbrojovka Brno. Zde se opět sešel s koučem Svatoplukem Habancem, který jej dříve angažoval ve Slovácku.

## Reprezentační kariéra
Koné dostal nabídku reprezentovat Togo během angažmá v ománském klubu Al-Musannah SC, tip na něj dostali odpovědní lidé z vedení národního týmu Toga od francouzského kouče Paula Le Guena, tou dobou hlavního trenéra ománské fotbalové reprezentace. V A-mužstvu Toga debutoval 14. června 2013 v kvalifikačním utkání proti reprezentaci Libye (prohra 0:2).